# Tony Hibbert
Tony Hibbert (ur. 20 lutego 1981 roku) – angielski piłkarz grający jako obrońca.

## Kariera
Hibbert urodził się w Liverpoolu i dorastał w dzielnicy Merseyside. Hibbert był członkiem juniorskiego zespołu Evertonu, który zdobył mistrzostwo kraju w 1998 roku. Jego debiut w drużynie seniorów odbył się w meczu przeciwko West Ham w 2001 roku. Oryginalnie pozycją Hibberta była pomoc jednak potrafił się zaadaptować do warunków taktycznych Evertonu, gdzie gra jako prawy obrońca. W 2005 roku Hibbert podpisał czteroletni kontrakt z zespołem Evertonu. W rankingu ACTIM Hibbert został wybrany najlepszym angielskim prawym obrońcą w sezonie 2004-05, jednak nie otrzymał nominacji do angielskiej kadry.
Tony stracił cały sezon 2005-06 na leczeniu kontuzji przepukliny oraz przygotowaniach do sezonu 2006–07. Jego start w nowym sezonie został opóźniony przez zachorowaniem na kryptosporydiozę. Później często dopadały go różne kontuzje przez co nie może zaliczyć sezonu 2006-07 do udanych. W sezonie 2007-08 Hibbert wrócił do regularnej gry w barwach Evertonu. W październiku 2007 Hibbert został wyrzucony z boiska po czerwonej kartce, którą otrzymał za faul na Stevenie Gerrardzie, po którym został podyktowany jeden z dwóch rzutów karnych, które dały Liverpoolowi zwycięstwo 2:1.
8 sierpnia 2012, w meczu z AEK Ateny, zorganizowanym specjalnie z okazji 12. lat służby klubowi, Hibbert zdobył z rzutu wolnego, swojego pierwszego gola w karierze. Chwilę po tym, kibice The Toffies wkroczyli na murawę, ponieważ przez wiele lat śpiewali "When Hibbo scores we riot" ("Kiedy Hibbo strzeli, robimy zadymę"). Everton wygrał mecz 4-1.